# Монета

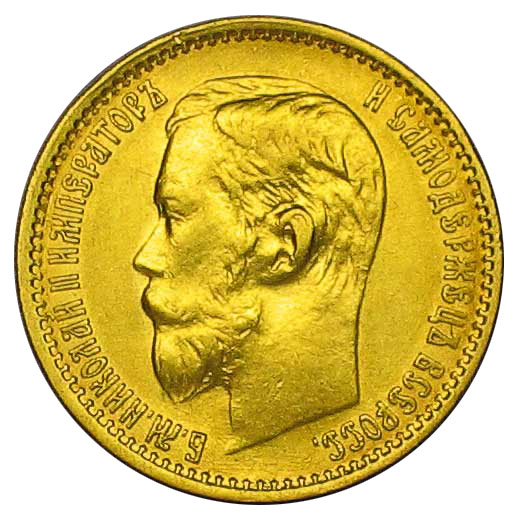
Золотые 5 рублей 1899 г., аверс

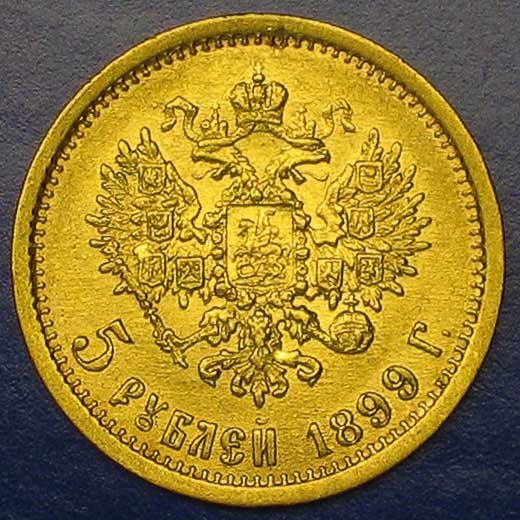
Золотые 5 рублей 1899 г., реверс

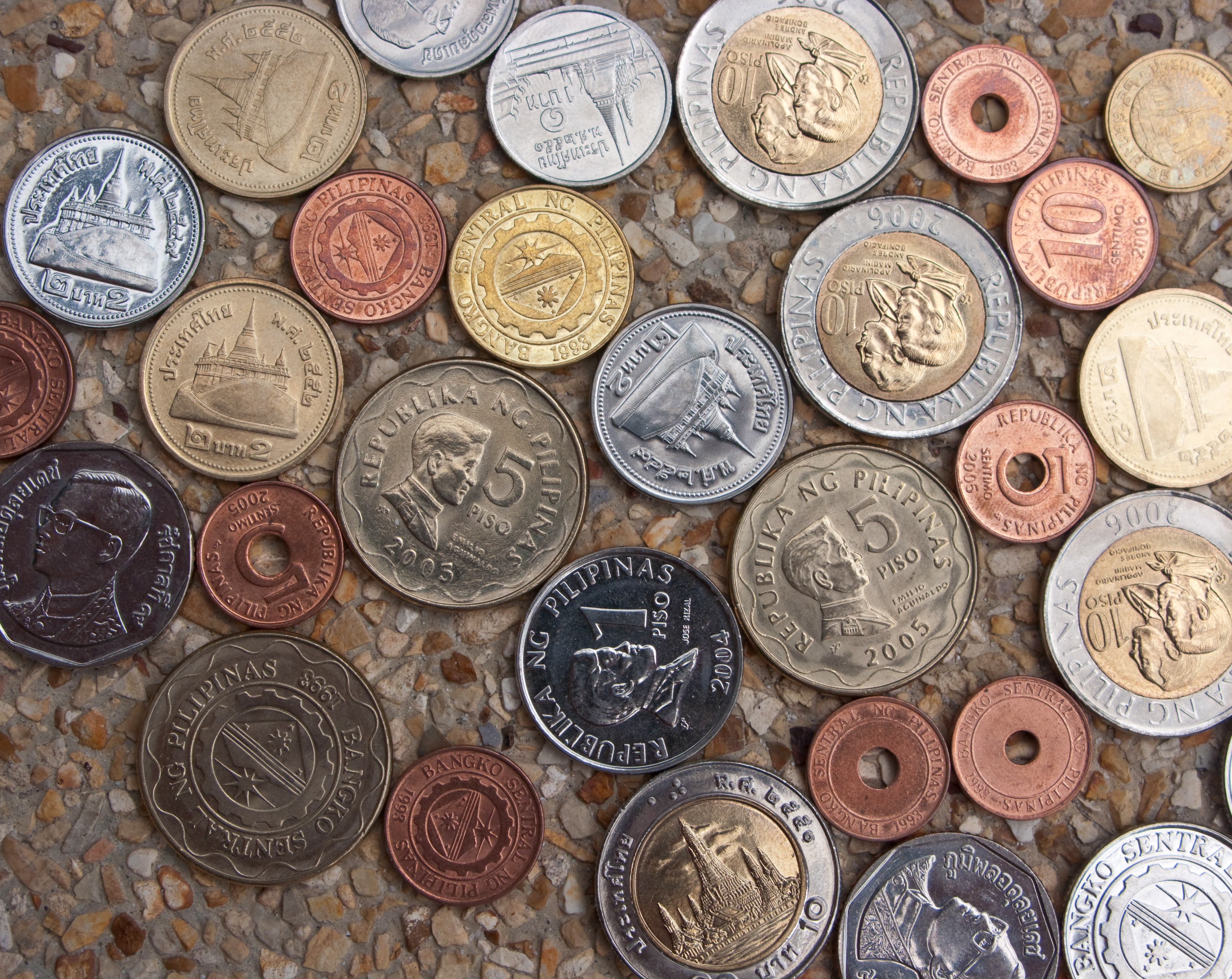
Монеты

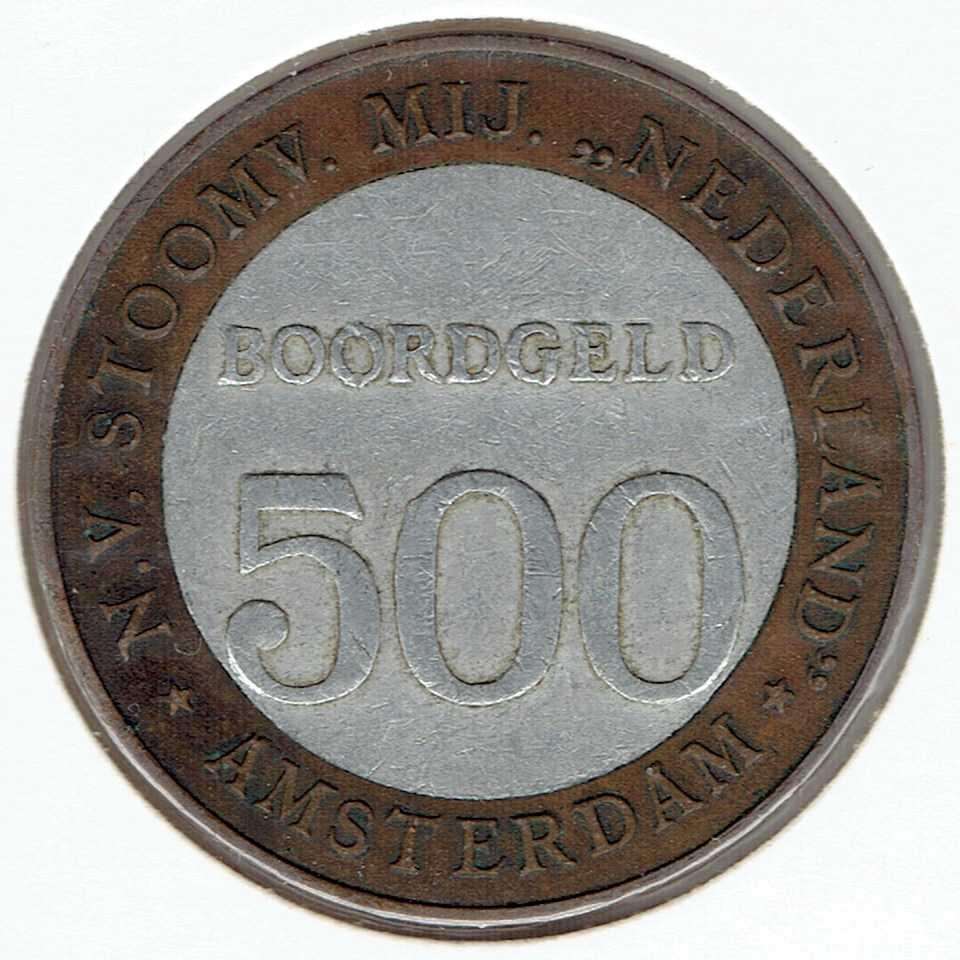
Корабельные деньги применялись в Нидерландах где существовал ряд судоходных компаний, которые по разным причинам использовали собственные дензнаки на борту своих лайнеров

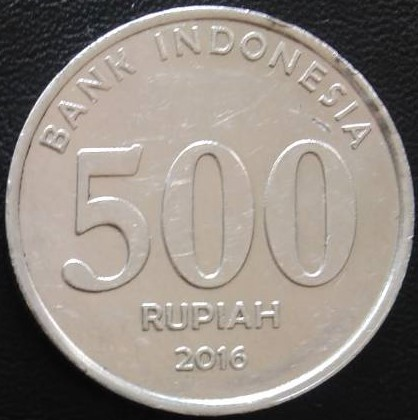
Алюминиевая монета в пятьсот индонезийских рупий (Rp500)

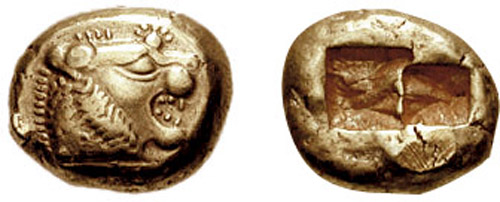
Лидийская монета VI века до н. э. (трите, одна треть статера)

Китайская медная монета в виде мотыги. Провинция Лоян, V—III в. до н. э. (изображение перевёрнуто вверх ногами)

Моне́та — денежный знак, изготовленный из металла, либо другого материала определённой (стандартизированной) формы, веса и достоинства.
Чаще всего монеты изготавливают методом чеканки, и они имеют форму круга, высеченного из металлического листа. В древности приёмы чеканки монет были весьма просты: из расплющенной ударами молотка металлической дощечки высекали зубилом или, в редких случаях, круглым стальным цилиндром с заострёнными краями монетный кружок, а затем на нём оттискивали тип, ставя на него стальной или латунный цилиндр с гравированным на его конце внутрь типом монеты и нанося по верхней части цилиндра удары молотком. С XVI века в Европе начал применяться механический чекан монет монетным прессом.
Металлические деньги являются очень древним видом денег. Они прошли путь развития от металлических слитков одинакового веса из меди, серебра, золота в форме палочек, колец, кружков или предмета, напоминающего голову быка, до монет из драгоценных металлов. При металлической денежной системе все функции денег выполняли полноценные монеты, содержавшие драгоценный металл в количестве, соответствующем их номинальной стоимости. Однако путём порчи монет или девальвации государство могло уменьшить действительное количество металла, содержавшееся в монетах. Затем появились неполноценные разменные монеты, которые изготавливались либо из низкопробного серебра, либо недрагоценных металлов.
В настоящее время в обороте присутствуют лишь разменные монеты небольшого достоинства из недрагоценных металлов, используемые для мелких платежей наряду с банкнотами. Однако выпускаются также коллекционные, памятные и инвестиционные монеты.

## Этимология
Слово «монета» заимствовано из польского языка в Петровскую эпоху. Польское «moneta» заимствовано из латинского языка «moneta» — монета, монетный двор, предостерегающий. Монета (Moneta) — эпитет Юноны: древнейший монетный двор Рима находился при храме Юноны Монеты (Iuno Moneta). Moneta — производное от глагола moneo, monere «предостерегать».

## Происхождение монеты
Древние греки приписывали изобретение монеты героям своих мифов, римляне — богам Янусу или Сатурну. Согласно их воззрениям, древнейшие монеты с головой двуликого бога и носом корабля (ростром) выбил Янус в честь бога времени Сатурна, который приплыл в Италию с острова Крит на корабле.
Само слово «монета» в переводе с латыни означает «предостерегающая» или «советница». Такой титул имела римская богиня Юнона — супруга громовержца Юпитера. Считалось, что она неоднократно предупреждала римлян о землетрясениях и нападениях врагов. На римском Капитолии возле храма Юноны Монеты размещались мастерские, где чеканились и отливались металлические деньги. От того же латинского корня произошло слово «мантия» — символ «указания / предрешения» судьбы человека судьями. В некоторых странах в судах в мантию облачаются также прокуроры и адвокаты.
По месту их изготовления продукция мастерских также получила название «монета», которое затем попало в большинство европейских языков. Геродот и некоторые другие авторы древности писали о том, что первые монеты были отчеканены в малоазийском государстве Лидии. В наше время точно установлено, что древнейшие монеты появились именно там около 685 года до н. э., при царе Ардисе. Изготовлялись они из электрума — природного сплава серебра и золота. На одной стороне монеты геометрический оттиск верхнего штемпеля, на другой — голова ассирийского льва. Через несколько десятилетий монеты начали изготовлять в греческом городе Эгине. Они чеканились из серебра и отличались по форме от лидийских. Предполагают, что в Эгине монета была изобретена хотя и позже, но независимо от Лидии. Из Лидии и Эгины монеты быстро распространились по всей Греции, её колониям, и далее в Иране. Затем они появились и у римлян и у многих варварских племён. Самостоятельно монеты были изобретены в Индии и Китае. Причём в Китае первые монеты из бронзы отливались ещё в XII веке до н. э., но они имели только региональное значение. И только лидийский царь Крёз (561—546 до н. э.), сын Алиатта, установил стандарт чистоты металла (98 % золота или серебра) и гербовую царскую печать на лицевой стороне (голова льва и быка). Эта официальная печать гарантировала качество царской монеты.
Быстрое распространение монет связано с удобством их хранения, дробления и соединения, относительно большой стоимостью при небольшом весе и объёме, что очень удобно для обмена.
Известны периоды в истории отдельных стран, когда использование монет по тем или иным причинам прекращалось. Так, на Руси в XII—XIV веках существовал безмонетный период, так как приток серебра из-за рубежа иссяк, а своих серебряных месторождений на Руси тогда не было.

## Использование цифр (дат) на монетах

### Арабские цифры и славянская цифирь
Наиболее ранняя русская монета с арабскими цифрами относится к 1655 году, это ефимок. Основное место распространения ефимков — территория Украины, где население пользовалось европейскими (польскими и др.) монетами, с датировкой от Рождества Христова арабскими цифрами. В Московском Государстве пользовались староболгарской цифирью с летоисчислением от Сотворения Мира (от Адама) по византийской эре. Только с 1700 года, уже Русское Царство, перешло на летоисчисление от Рождества Христова и празднование Нового года 1 января, а не 1 сентября. 7208-й год от Сотворения Мира — это 1700 год нашей эры (7208 — 5508 = 1700). Далее славянская цифирь стала заменяться на арабские цифры. Славянские цифры в последний раз появляются на серебряных монетах чеканки 1722 года.

## Монетная форма
Основной монетной формой является круг, но монеты могут быть четырёхугольными, многоугольными (обычно правильными многоугольниками), неправильной формы. Сейчас некруглыми обычно являются юбилейные или инвестиционные монеты, а также монеты небольших стран.
Почти каждая монета имеет лицевую сторону — аверс, и оборотную сторону — реверс. Исключение составляют односторонние монеты, в том числе брактеаты (монеты из тонкой серебряной пластинки XII—XV веков). Но их немного по сравнению с огромной массой двусторонних монет.
В определении понятий лицевой и оборотной сторон монет нет единства. В старой нумизматической литературе лицевая сторона — с изображением правителя. Сейчас принято при практической работе лицевой стороной монеты считать ту, которая своим изображением или легендой определяет её государственную принадлежность: если об этом говорят и изображение, и легенда, то при определении сторон предпочтение отдаётся легенде.
Гурт является важным защитным элементом монет. Это боковая (или, как иногда говорят, образующая) поверхность монеты, расположенная между плоскостями лицевой и оборотной сторон, которая оформляется особым образом. Это может быть как равномерная насечка, так и формирование надписей или узоров. Изначально целью создания гурта было предупредить злонамеренное обрезывание ценного металла.

Примеры современных некруглых монет
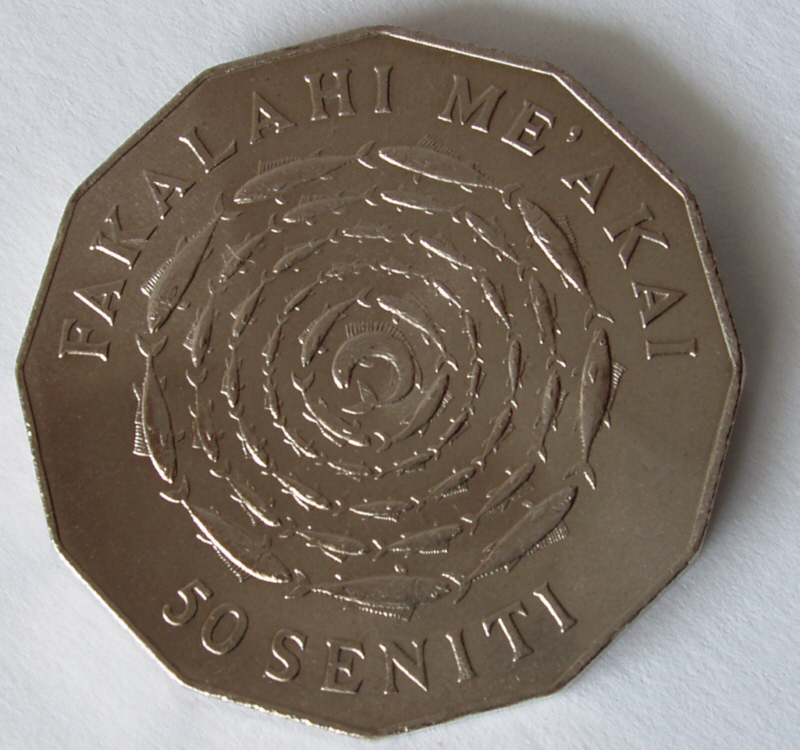
50 сенити, Королевство Тонга (1975)
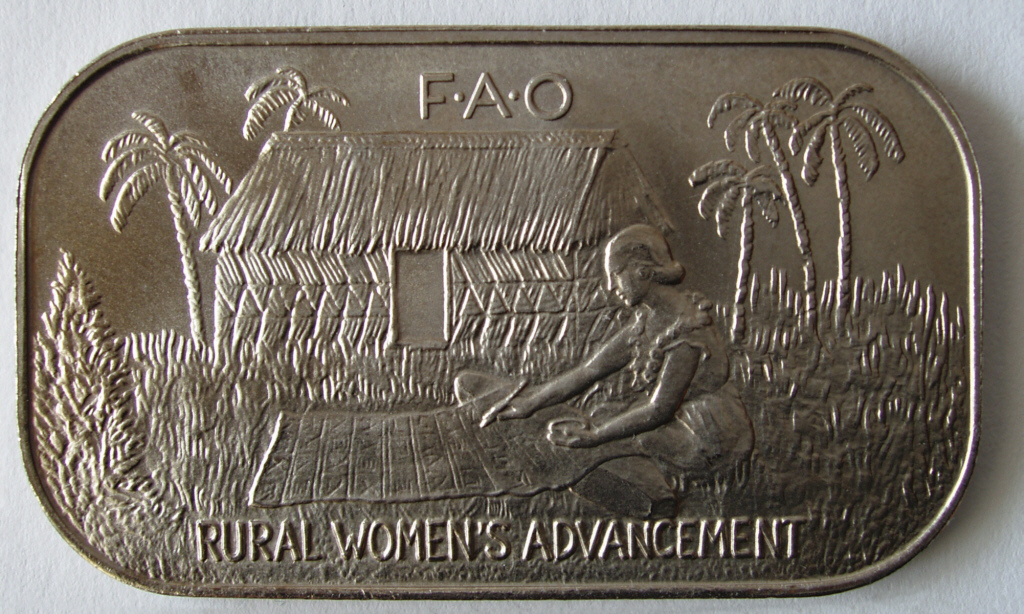
1 паангу, Королевство Тонга (1980)
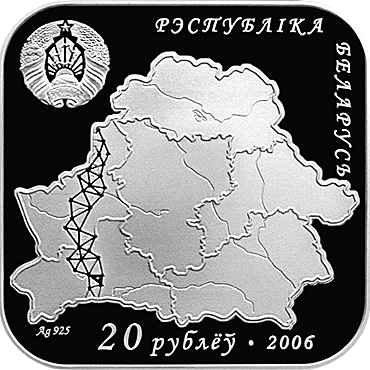
20 рублей, памятная монета «Дуга Струве», Беларусь (2006)
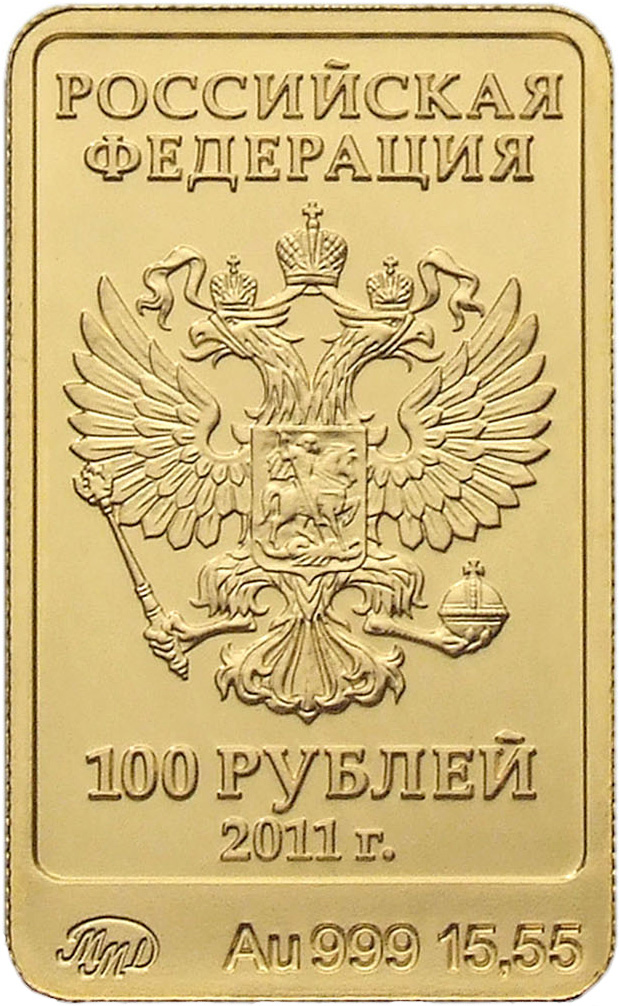
100 рублей, серия золотых монет к олимпиаде в Сочи, Россия (2011)
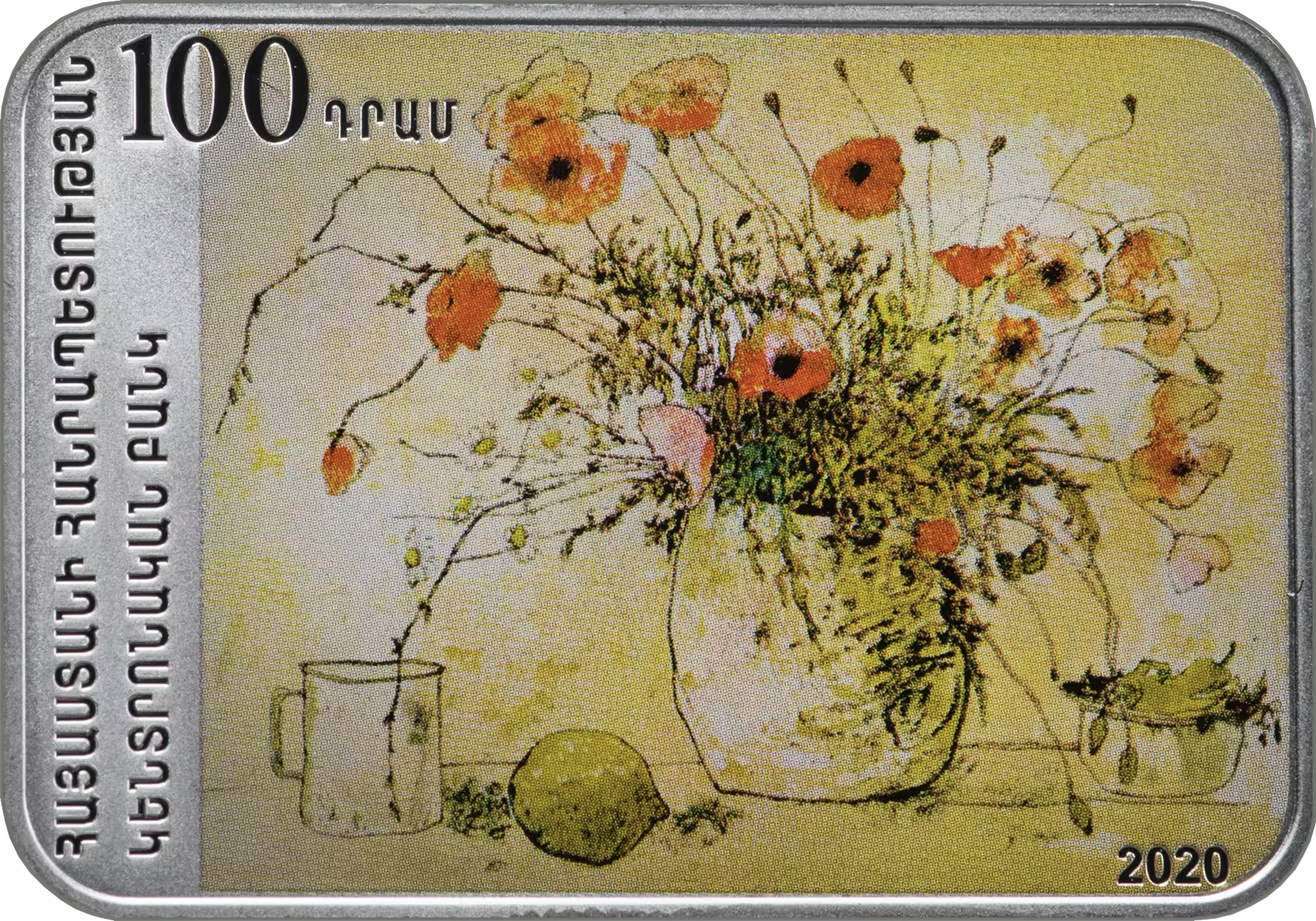
100 драмов, золотая памятная монета, Армения (2020)

## Двойной номинал монеты
Двойной номинал монет указывался, если монета могла ходить как законное платёжное средство в двух государствах (княжествах); между странами существовали тесные экономические связи. В России примерами монет с двойным номиналом могут служить:
- Русско-молдавские монеты (медные монеты, чеканка на территории Молдавии командованием русской армии во время русско-турецкой войны 1768—1774 годов)[9].
- Русско-польские монеты — с 1832 года на Петербургском и на Варшавском монетных дворах началась чеканка монет с двойным обозначением номинала — в рублях (или копейках) и в злотых (или грошах), исходя из официального соотношения 1 злотый = 15 копеек[10].
- Русско-французские монеты — были выпущены малым тиражом донативные (подарочные) монеты номиналом 100 французских франков или 37 рублей 50 копеек[10].

Монеты с двойным обозначением номинала
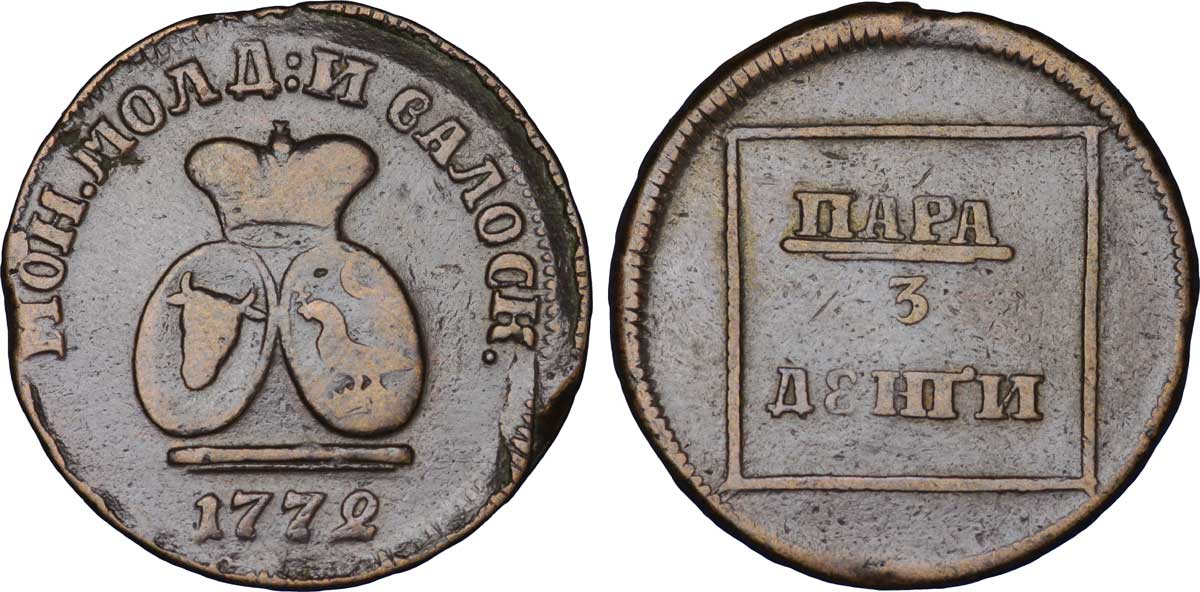
1 молдавская пара / 3 деньги 1772 год
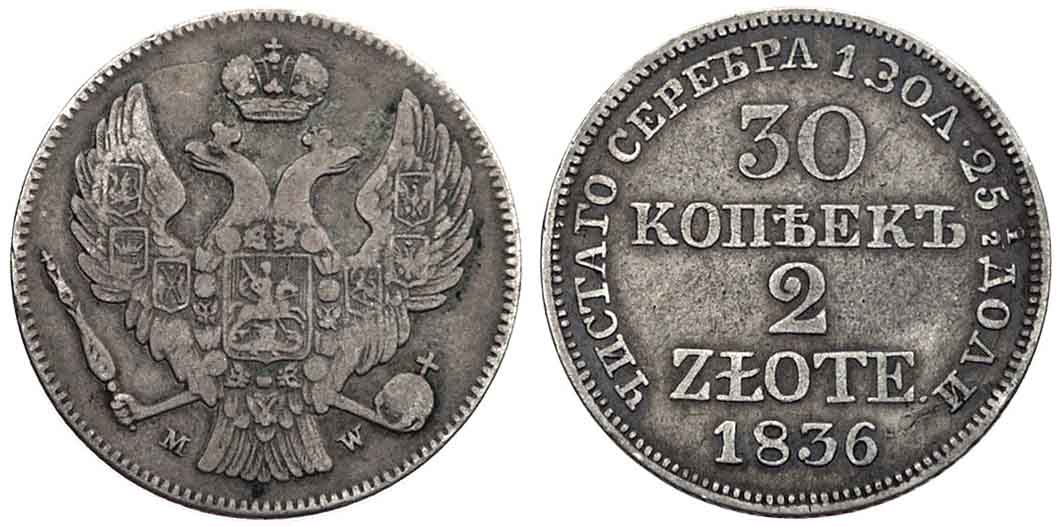
30 копеек / 2 złote 1836 год
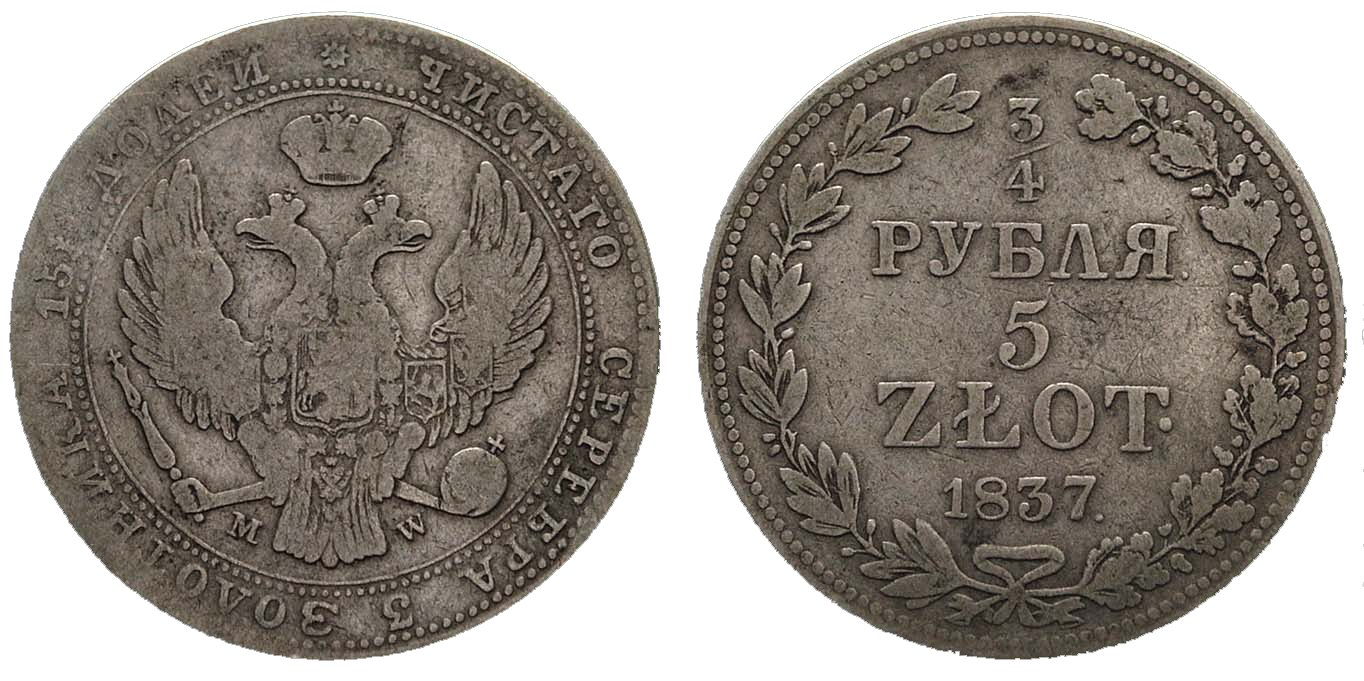
¾ рубля / 5 złotych 1837 год
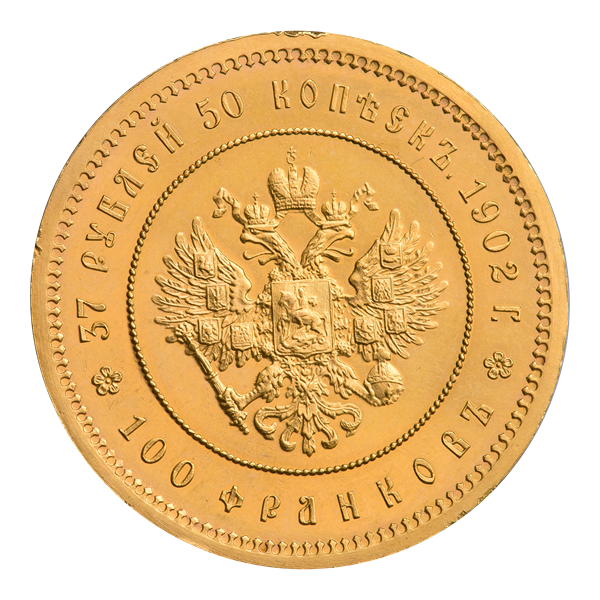
37 рублей 50 копеек / 100 франков 1902 год

## Фальшивые и поддельные монеты
Хотя вне круга специалистов не делается различия между указанными терминами, нумизматы обычно под фальшивыми подразумевают незаконно изготовленные с целью пуска их в обращение монеты, внешне почти ничем не отличающиеся от других современных им монет того же типа и номинала. Поддельные же — монеты, изготовленные значительно позже тех образцов, которым они следуют, с целью продажи их в качестве антикварных вещей.
Некоторые подделки по своему типу отличаются от современных им монет и являются плодом фантазии их изготовителя. Фальшивые монеты отличаются обычно низкой пробой золота и серебра или заменой последних медью или бронзой с последующей позолотой или серебрением. Иногда ядро из меди или свинца плакировано золотом, серебром. В обоих случаях для установления фальшивости монеты важно определить её пробу и удельный вес.
Фальшивые монеты обычно изготавливались либо путём чеканки новым штемпелем, сделанным фальшивомонетчиком, либо путём отливки.
Изготовление поддельных монет осуществляется путём:
- отливки,
- применения нового штемпеля,
- незаконного использования старого штемпеля со внесением в него некоторых изменений,
- создания гальванопластической копии,
- соединения лицевой и оборотной сторон двух подлинных монет разных типов (и получения таким способом монеты якобы неизвестного образца),
- перегравировки подлинной монеты,
- спиливания отдельных букв или знаков с последующей припайкой других.

### Новодел
Новодельной монетой называют монету, изготовленную по прототипу редкой для нумизматов и отчеканенной на государственном монетном дворе либо подлинными (с изменением гурта), либо вновь изготовленными штемпелями (с изменением деталей рисунка или даты), для того чтобы отличить новодел от оригинала.

### Так называемый «новодел»
В известном смысле новодел нельзя считать подделкой при попытке продажи монеты как инвестиционной (то есть по стоимости металла, из которого она сделана). И наоборот, проблема подделки старинных монет, ценность которых в первую очередь состоит из антикварной стоимости и в незначительной степени из стоимости металла, стои́т очень остро — подделать старинную технологию монетного дела несложно, а выигрыш в цене очень велик.
На барахолках иногда попадаются поддельные старые монеты с указанием оригинальной даты (например, монета достоинством один рубль 1924 года из недрагоценных металлов). От настоящих они отличаются сильным блеском (поскольку только что отчеканены) и металлом (ввиду того, что для их изготовления использован белый или никелевый сплав вместо серебра). Детали аверса, реверса и гурт у таких монет схожи с настоящими. Чаще всего подделываются царские и советские серебряные (разменная мелочь и высокопробные рубли) монеты. Причём фальшивки делаются даже с тех монет, которые отнюдь не являются редкими.
Есть также вторая категория подделок — кустарные. Они сделаны вручную, без применения машины для чеканки. Их легко отличить по плохому гурту и неровно сделанным деталям аверса. Сверху могут быть покрыты слоем драгоценного металла. Подделки, сделанные путём литья, можно выявить по характерным раковинам на монетном поле. Поддельные монеты часто покрывают искусственной патиной с применением химикатов или путём «копчения».

### Монетный брак
Монетный брак — монета, не соответствующая установленным стандартам, отличающаяся от основной массы монет этого выпуска:
- Несоответствие металла (в чужом металле)
- Отчеканенная вне чеканного кольца (смещённое изображение)
- Не прошедшая гурчение (без гурта)
- Отчеканенная изношенными штемпелями (имеет непрочеканенные элементы рисунка, полосы возникшие от трещин в штампе и другие повреждения)
- Отчеканенные штемпелями предыдущих лет
- Отчеканенные штемпелем другого номинала
- Нарушение соосности аверса и реверса монеты («повороты»)
- Нарушение круглой формы монеты («выкус» или «откус»), монета имеет форму полумесяца.

Производственный брак монет ценится коллекционерами.
Направление в коллекционировании бракованных монет называется эрроризм.

## Признаки платёжеспособности монеты (российской)
В соответствии с п.1 Указаний ЦБ РФ от 26.12.2006 № 1778-У «О признаках платёжеспособности и правилах обмена банкнот и монеты Банка России» платёжеспособными считаются монеты Банка России, имеющие силу законного средства наличного платежа на территории Российской Федерации (в том числе изымаемые из обращения), не содержащие признаков подделки, без повреждений или имеющие мелкие механические повреждения, но полностью сохранившие изображение на аверсе и реверсе. Поскольку банкноты и монеты со временем могут испортиться, но при этом они не теряют своей подлинности, указание ЦБ РФ предусматривает возможность обмена таких износившихся денежных знаков, если монета:
- имеет изменения первоначальной формы (погнутая, сплющенная, надпиленная, имеющая отверстия и следы удаления металла), но полностью сохранившая изображение на аверсе и реверсе;
- имеет следы воздействия высоких температур и агрессивных сред (оплавленная, травленая, изменившая цвет);
- имеет брак изготовителей.

Обмен банкнот и монет производится бесплатно по номиналу и без ограничений суммы.
Неплатёжеспособными и не подлежащими обмену признаются банкноты и монеты Банка России, не имеющие силы законного средства наличного платежа на территории Российской Федерации, или содержащие признаки подделки, или имеющие повреждения, (кроме повреждений, при которых возможен обмен).

## Сохранность монеты
Для характеристики монеты и её коллекционной стоимости существенное значение имеет определение её сохранности и редкости. На международном нумизматическом рынке выработались названия для степеней сохранности монет и их характеристик:
1. «Полированный штемпель», или «полированная пластина». К этой степени относятся монеты, чеканенные специальным штемпелем с зеркальной поверхностью, который во время процесса чеканки должен все время сглаживаться, чтобы не терять своего качества. Монеты с полированной пластиной — монеты новейшего времени, предназначенные для коллекционеров. Они имеют обычно зеркальную поверхность поля и матированный рисунок с высоким рельефом. Обе стороны монеты, а также гурт не должны иметь повреждений, видимых невооружённым глазом, или дефектов чеканки.
2. «Полированная пластина с едва заметными дефектами». Термин применяется только в англоязычной нумизматической литературе.
3. «Зеркальный блеск». Высшая степень сохранности монет, чеканенных обычными штемпелями. Они не были в обращении, сохраняют первоначальный блеск, не должны иметь никаких дефектов, видимых невооружённым глазом.
4. «Необращавшиеся монеты». Монеты, которые также не были в обращении, но если монеты 3-й степени — первые 100—200 экземпляров, чеканенных новым штемпелем, то монеты 4-й степени могут быть отчеканены более старыми штемпелями. Если монеты 1-й и 3-й степени снимаются из-под штемпеля поштучно, то монеты 4-й степени снимаются автоматически и при пересчёте, упаковке и хранении в мешках получают незаметные невооружённым глазом дефекты от соприкосновения с другими монетами.
5. «Отлично». Не должно быть следов износа, различаемых невооружённым глазом, хотя монеты находились в обращении. Поверхность монет чистая, в углублениях сохраняется первоначальный блеск. Допускаются лишь незначительные дефекты, возникшие в процессе чеканки, при транспортировке или в процессе обращения. Монеты этой степени сохранности близки к монетам предшествующей степени. Высшая степень сохранности для античных и средневековых монет.
6. «Превосходно». Все детали рисунка видны ясно, легенды читаются без затруднений, только на наиболее рельефных частях видны лёгкие следы износа. На сторонах монеты, а также на гурте могут быть мелкие царапины и выбоины. По сути, наиболее низкая степень сохранности для монет новейшего времени.
7. «Прекрасно». На монете значительные следы износа, детали расплывчаты, но различимы. Легенда разборчива, хотя буквы могут быть сглажены. Античные и средневековые монеты такой сохранности включаются в собрание безоговорочно, монеты нового времени — при условии их редкости, новейшие — бракуются.
8. «Очень хорошо». Монеты, долгое время бывшие в обращении и весьма значительно изношенные. На сторонах монеты, а также на гурте — царапины, выбоины и другие дефекты. Легенды ещё читаемые, но уже частично стёртые. Знаки монетных дворов трудно различимы. Пригодны для коллекций античных и средневековых монет, а также имеют значение, если это монеты редкой чеканки.
9. «Хорошо». Монеты этой степени сохранности очень сильно изношены. Видны лишь контуры изображения. Легенды плохо читаемы, даты читаются с трудом. В музейной коллекции дефекты имеют значение как историко-нумизматические памятники, если они представляют интерес в этом отношении.

В немецкой и английской (редко во французской) нумизматической литературе имеются ещё три степени сохранности монет (в нумизматические магазины и на аукционы монеты такого качества не поступают, за очень редким исключением).
1. «Слабая сохранность». Изображения сохранились лишь частично, легенды читаются с трудом; царапины, выбоины. Такие монеты могут ещё иметь научное, но не коллекционное значение.
2. «Плохая сохранность».
3. «Очень плохая сохранность». На монетах такой сохранности изображения почти не сохранились, легенды читаются частично. Монеты очень плохой сохранности могут иметь также механические повреждения (отверстия, надпилы), отслоения металла, следы травления и т. п. Даже редкие монеты плохой и очень плохой сохранности стоят очень дёшево.

Следует понимать, что «полированная пластина» не является в истинном смысле степенью сохранности, это технология производства. Поэтому полированная пластина с серьёзными дефектами, не позволяющими отнести её к категории «полированная пластина с едва заметными дефектами», не переходит в категорию «зеркальный блеск».

## Граффити на древних монетах
Граффити на древних монетах — изображения, рисунки или надписи, выцарапанные на монетах, несущие определённую смысловую нагрузку. Они имеют свою систему нанесения, чётко выраженные тенденции.
Изучение граффити на монетах носило и носит постоянный характер, однако научные исследования в этой сфере не завершены. Древние восточные монеты, попадавшие в денежное обращение Руси, являются одним из наиболее распространённых носителей граффити.
Анализ граффити позволил их разделить на 7 основных групп:
- подражания восточным надписям и отдельные группы;
- скандинавские рунические надписи или единичные руны;
- тюркские руны;
- предметные изображения: оружие, ладьи, боевые стяги;
- знаки Рюриковичей;
- религиозные символы (молот Тора, крест, свастика);
- различные знаки (не отнесённые к другим группам, полностью нерасшифрованные).

## Монеты в декоративно-прикладном искусстве

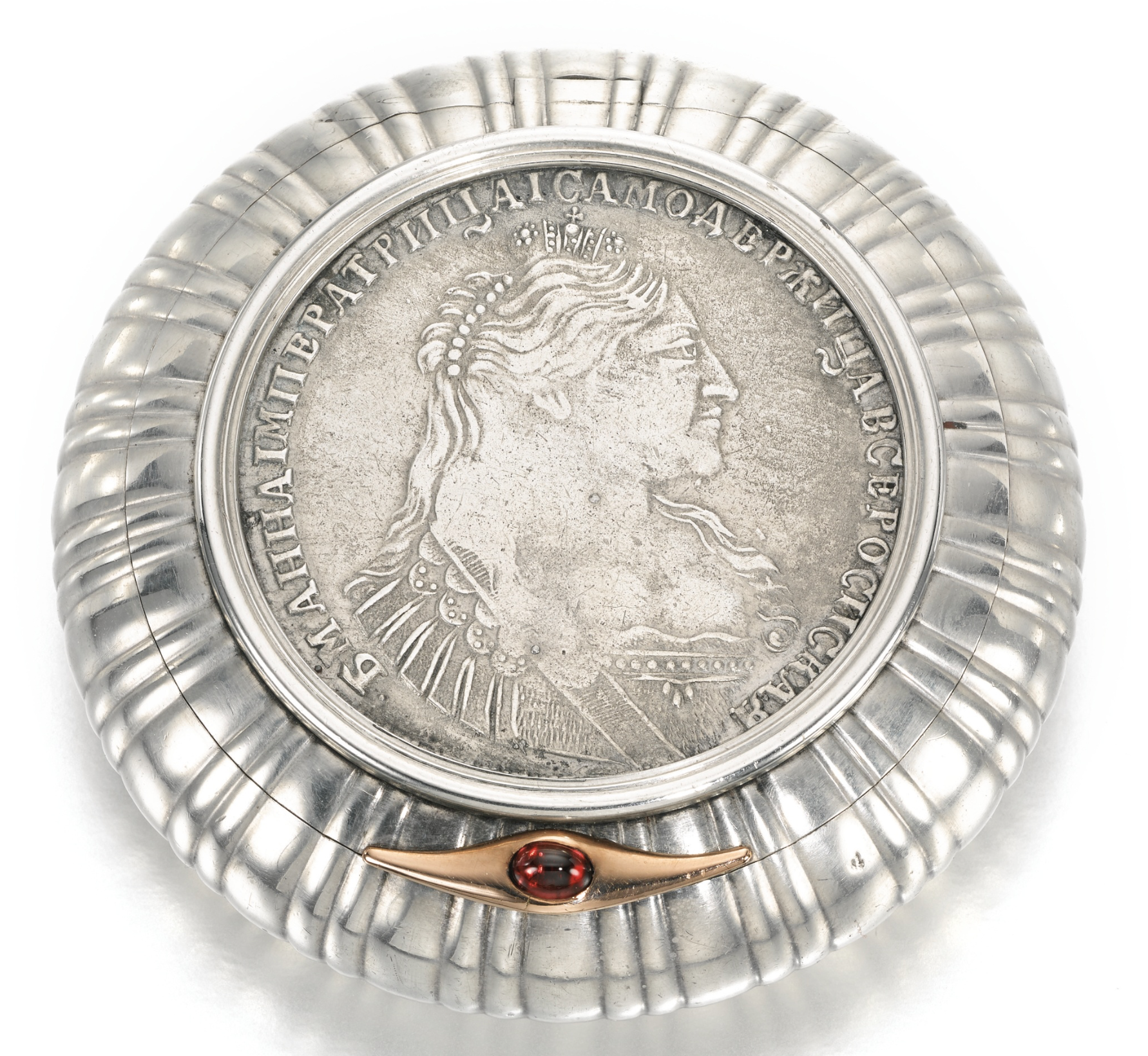
Бонбоньерка, фирма «Фаберже», 1899—1904. Мастер Андерс Невалайнен. Рубль 1737 года. Императрица Анна Иоанновна

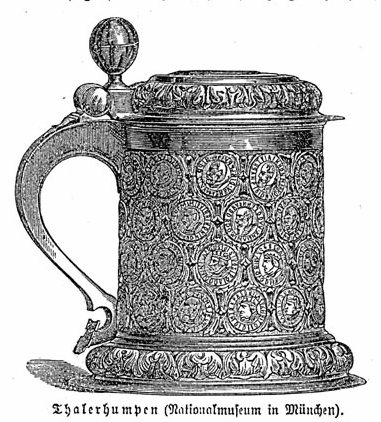
Кружка со впаянными талерами

Монеты ещё в античности монтировались в ожерелья, превращались в перстни, подвески и медальоны. Монетами, равно как и медалями по отдельности или вместе украшали многие предметы прикладного искусства и парадной утвари. На традиционную одежду часто нашивали целые гирлянды монет. Монета могла служить не только украшением, но и транслировать политические идеи: чеканный профиль монарха, впаянный в кубок, демонстрировал верноподданничество и подсказывал содержание для первого тоста. Особенно массово эта тенденция обнаруживается в производстве фирмы «Фаберже», которая имела богатый ассортимент изделий с монетами.
В немецкой культуре с XVI по XIX век были распространены кру́жки из драгоценных металлов со впаянными в них монетами (до нескольких десятков штук), обычно талерами, отчего они называются нем. Thalerhumpen (буквально «Чаша с талерами»).

## Самые необычные монеты мира

### Самая тяжёлая и самая большая пономиналу

Канадская золотая монета номиналом один миллион долларов

Самой тяжёлой монетой на сегодняшний день является миллионодолларовая золотая монета, изготовленная монетным двором Перта (Австралия). 1000-килограммовая монета, изготовленная из золота 999,9 пробы, имеет диаметр 80 см и толщину 12 см. До неё самыми тяжёлыми являлись канадская монета номиналом 1 млн долларов весом 100 кг и австрийская монета номиналом 100 тысяч евро, весившая 31,1 кг.

### Самая красивая
Самой красивой в мире признана мексиканская монета 2005 года из серебра с изображениями герба Мексики и ацтекского календаря. Решение принято членами Всемирной конференции монетных дворов в Южной Корее в мае 2008 года.

### Российская империя,СССРиРФ

#### Самая крупная по покупательной способности монета РФ
Памятная монета номиналом 50 000 рублей РФ весом пять килограммов золота 999 пробы в ознаменование 150-летия Банка России выпущена в обращение Банком России 1 февраля 2010 года тиражом 50 экземпляров. Данная монета является законным платёжным средством на всей территории Российской Федерации и должна приниматься к оплате по номиналу. Хотя уже на момент её выпуска Банк России оценивал банковское золото по 1057,51 рубля за грамм, то есть стоимость металла в монете была около 5,29 млн руб. — в 105 раз больше номинала. По состоянию на начало 2021 года при цене банковского золота 4491,66 рубля за грамм стоимость металла в монете была 22,46 млн руб., почти в 450 раз больше номинала.
Аналогичные монеты были выпущены в декабре 2016 года в ознаменование 175-летия сберегательного дела в России. В мае 2017 года Сбербанк предлагал такую монету за 47,5 млн рублей.
До этого самой крупной была трёхкилограммовая памятная монета номиналом 25 000 рублей из чистого золота — 190-летие Федерального государственного унитарного предприятия «Гознак», выпущенная в обращение Банком России 11 августа 2008 года тиражом 50 экземпляров.

#### Самая крупная по номиналу разменная монета
Самые крупные по номиналу монеты как Российской империи, так СССР и РФ массового выпуска (не инвестиционные) — биметаллическая сто рублей РФ 1992 года и медно-никелевая сто рублей РФ 1993 года.

#### Самая мелкая по номиналу монета страны
- В Новое время: Полполушки — редкая медная монета, выпущенная на рубеже XVII и XVIII веков, равная одной восьмой части копейки (половине полушки или четверти деньги). Отчеканена при Петре Первом в 1700 году.
- В древности: Пуло (пул, пула) — мелкая медная монета, чеканившаяся в XV — начале XVI века в Москве, Новгороде и Пскове. Номинал на монетах не указывался, по покупательной способности они равнялись 1/60—1/70 деньги (1/120—1/140 копейки)[21][22].

#### Самые тяжёлые монеты страны

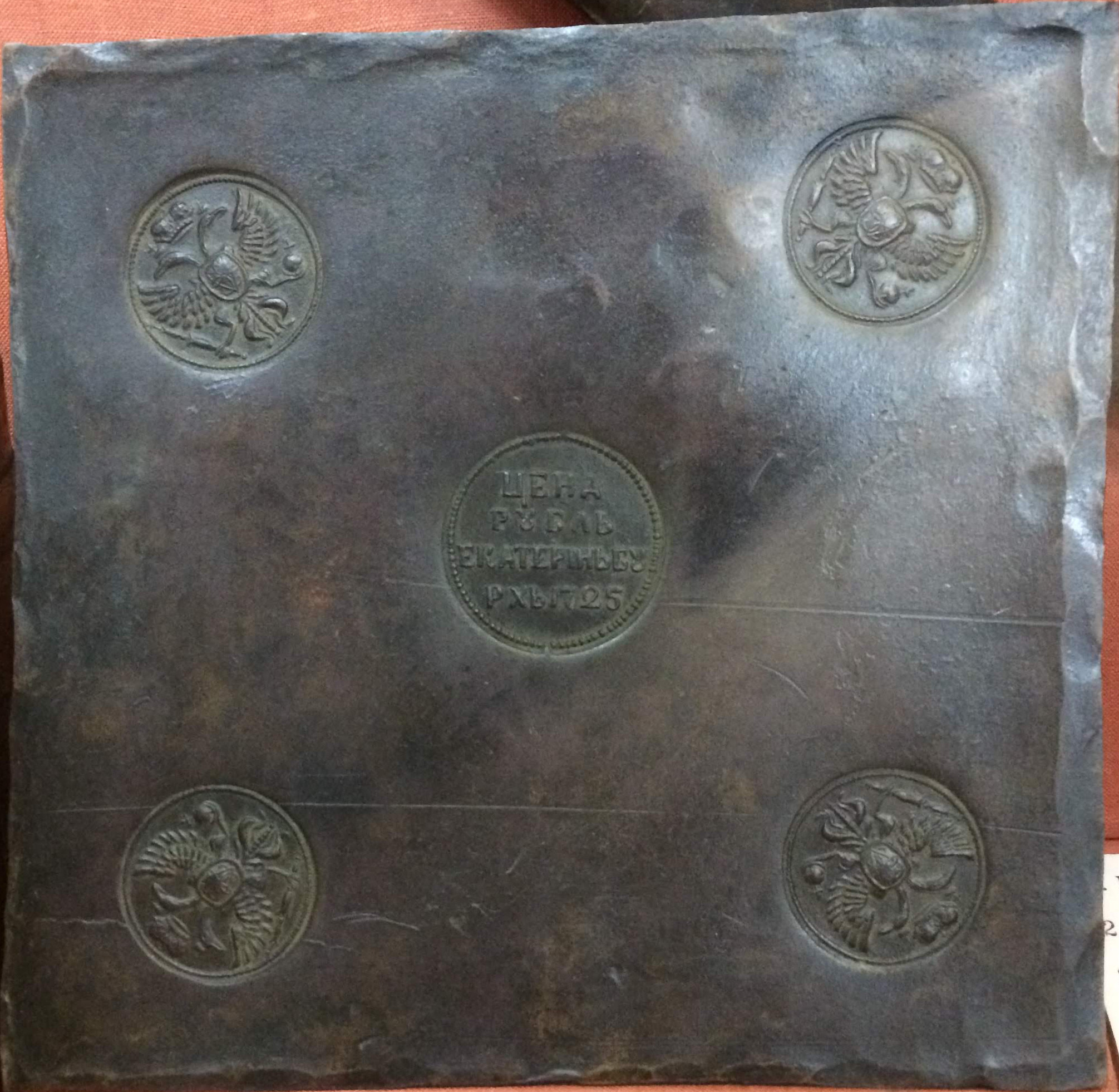
Медный рубль 1725 года

- Российской империи: квадратная медная пластина 1 рубль Екатерины I с круглыми печатями — гербами России по четырём краям и с номиналом в центре. Надпись в центре по кругу: Цена рубль. Екатерінъбурхъ. 1725. Размер 18х18 см, толщина 5 мм, вес несколько более 1,6 кг (десять монет весили ровно пуд). Монета выпускалась в 1725—1726 годах и сейчас чрезвычайно редка (её коллекционная стоимость ещё в 1960-х годах превышала две тысячи рублей).
- Современной России: 22 ноября 1999 Банком России выпущена памятная монета из серебра 900-й пробы «275-летие Санкт-Петербургского монетного двора», общим тиражом 150 штук, номиналом 200 рублей и весом 3342 грамма. После было выпущено ещё две подобные монеты (общим тиражом 500 штук): 300 монет из серебра 900-й пробы и 200 монет из серебра 925-й пробы.

#### Самый тяжёлый пятак
Самая крупная по весу пятикопеечная монета регулярного чекана — 5 копеек Екатерины I 1726 года весом 81,9 грамма, изготовленная на Екатеринбургском платовом дворе в виде медной квадратной платы размером 45×45 мм.

### Самая необычная монета по материалу изготовления
В 2005 году в Демократической Республике Конго была выпущена первая деревянная монета, являющаяся официальным платёжным средством. Номинал монеты — 5 франков. На монете изображена горилла, надпись по-французски гласит: «Защитим животный мир». Диаметр монеты: 40 мм, масса: 2,4 грамма, материал: древесина клёна. Ориентировочная стоимость монеты по каталогу Краузе — 20 долларов США.

### Памятные и юбилейные монеты

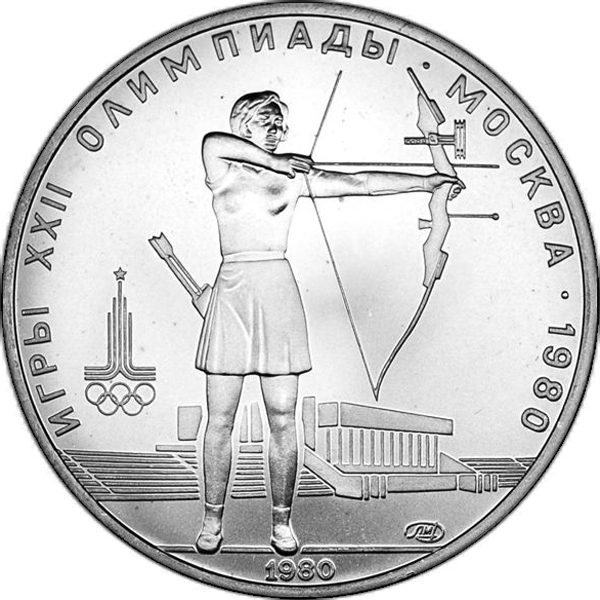
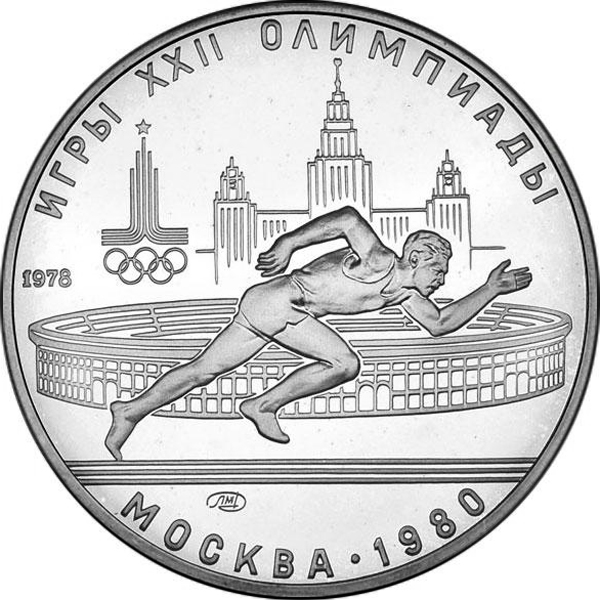
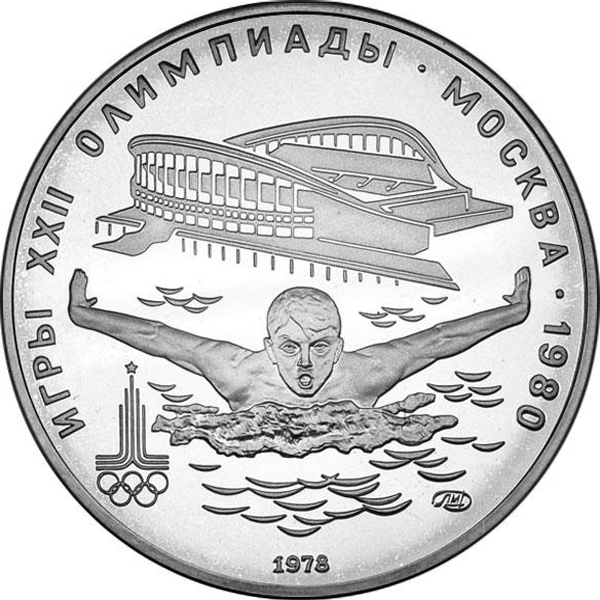
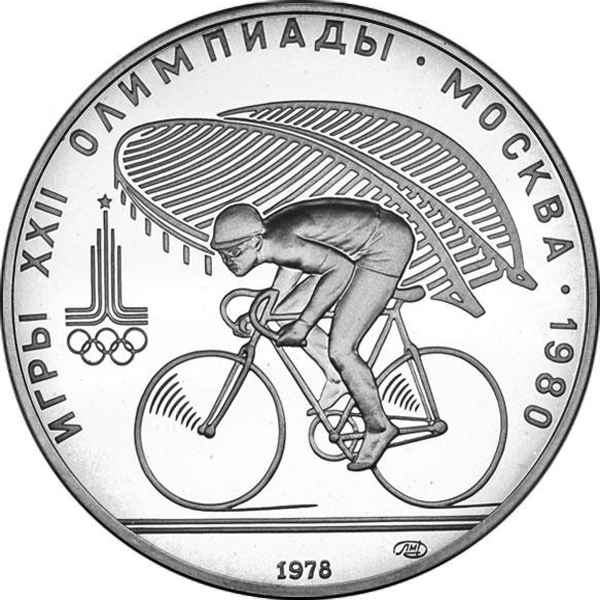
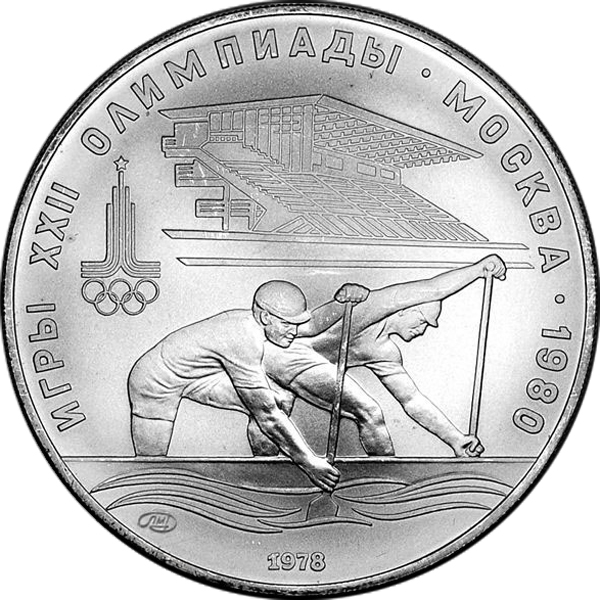
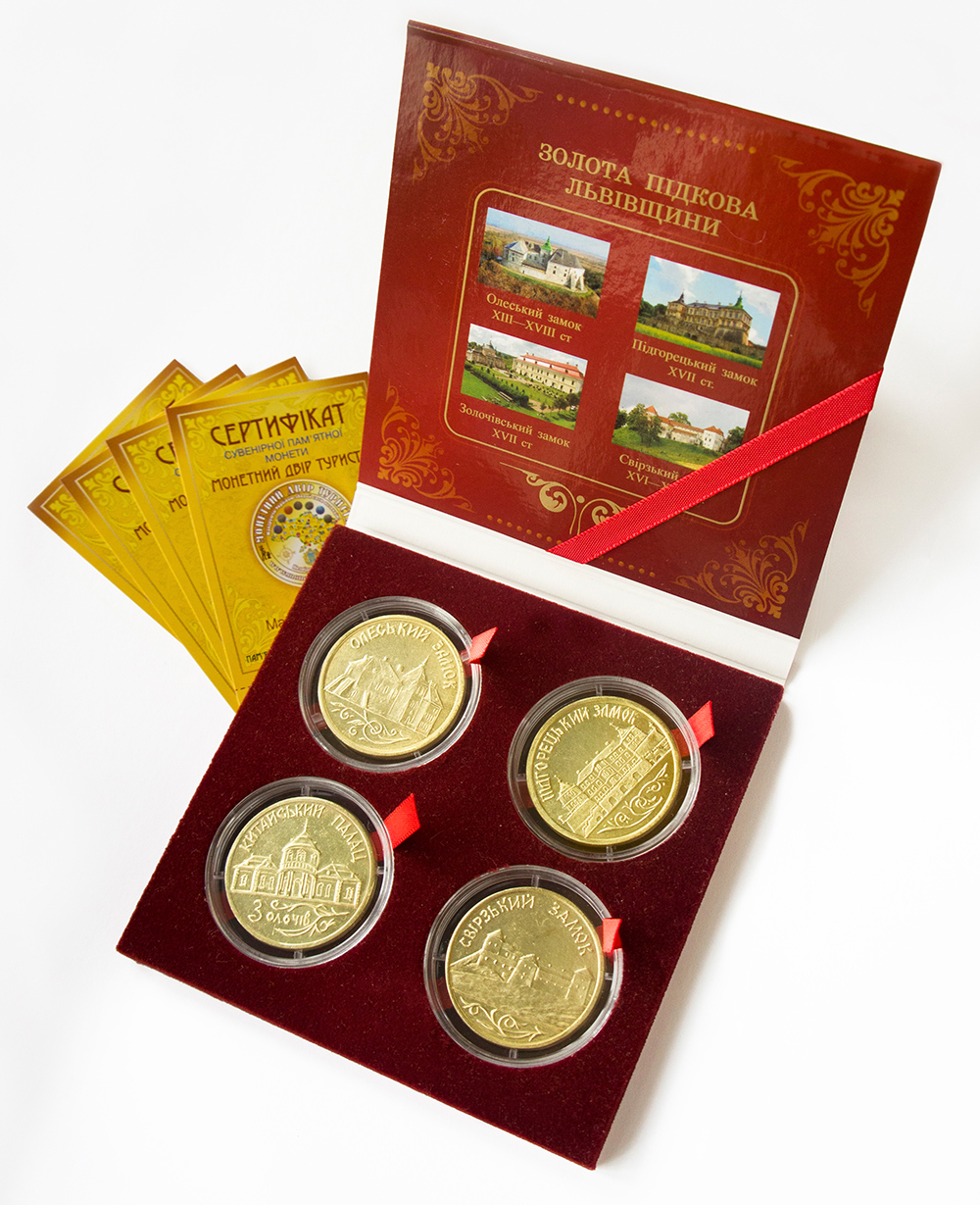
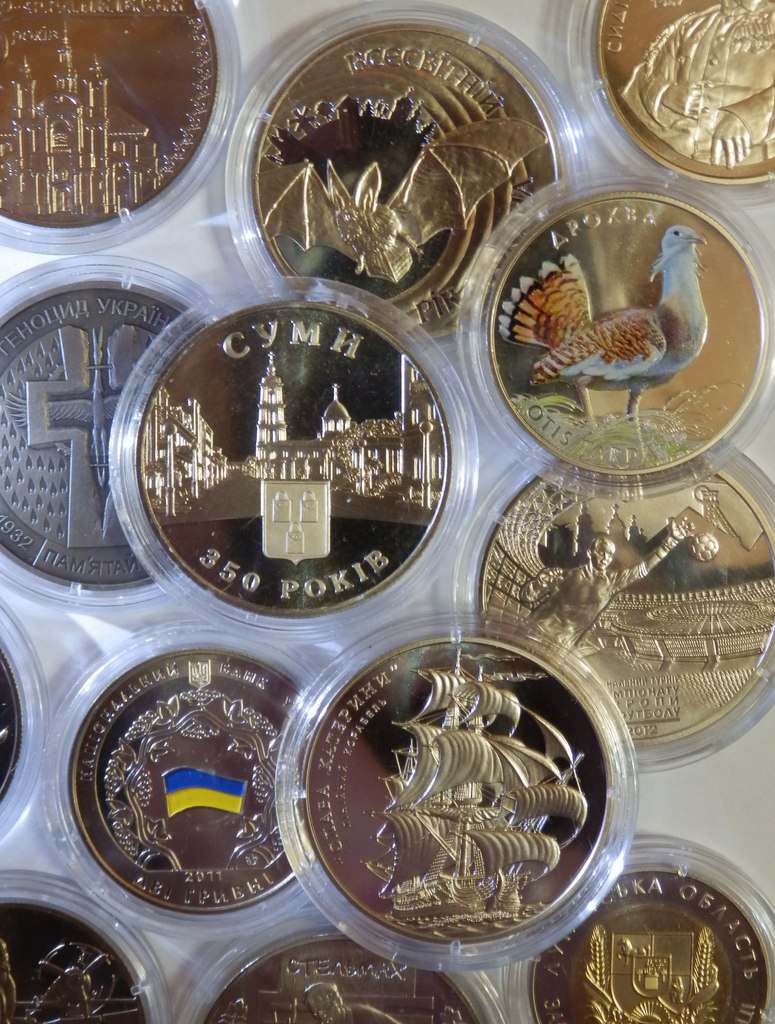
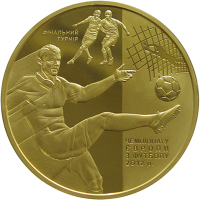
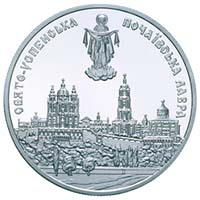
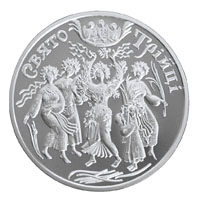

В честь исторических и других важных событий выпускаются памятные и юбилейные монеты. В 1981 году выпускалась юбилейная монета в честь двадцатилетия с момента полёта Юрия Гагарина в космос. В 1980 году была выпущена серия памятных олимпийских монет в честь проведения в Москве XXII Олимпийских игр. Памятные монеты выпускались в 1983 году в честь двадцатилетия с момента полёта в космос Валентины Терешковой, в 1984 году в честь четырёхсотлетия со дня смерти русского первопечатника И.Фёдорова. В том же году была выпущена памятная монета в честь 150-летия со дня рождения Д. И. Менделеева и 185-летия со дня рождения Александра Пушкина. Проведение XII Всемирного фестиваля молодёжи и студентов в Москве также было отмечено выпуском памятной монеты. В 1986 году появились монеты к 275-летию со дня рождения М. В. Ломоносова. Юбилейные и памятные монеты можно использовать как средства расчёта.